# Livry (Nièvre)
Livry ist eine französische Gemeinde mit 646 Einwohnern (Stand: 1. Januar 2022) im Département Nièvre in der Region Bourgogne-Franche-Comté. Sie gehört zum Arrondissement Nevers und zum Kantons Saint-Pierre-le-Moûtier.

## Geographie
Livry liegt etwa 22 Kilometer südsüdwestlich von Nevers am Allier. Umgeben wird Livry von den Nachbargemeinden Langeron im Norden, Saint-Pierre-le-Moûtier im Osten und Nordosten, Chantenay-Saint-Imbert im Südosten, Saint-Léopardin-d’Augy im Süden, Le Veurdre im Westen und Südwesten, Château-sur-Allier im Westen sowie Mornay-sur-Allier im Nordwesten.

## Bevölkerungsentwicklung
| Jahr                       | 1962 | 1968 | 1975 | 1982 | 1990 | 1999 | 2006 | 2018 |
| Einwohner                  | 816  | 772  | 735  | 583  | 589  | 582  | 673  | 700  |
| Quellen: Cassini und INSEE |      |      |      |      |      |      |      |      |

## Sehenswürdigkeiten
- Kirche Notre-Dame-de-la-Nativité, seit 1922 Monument historique

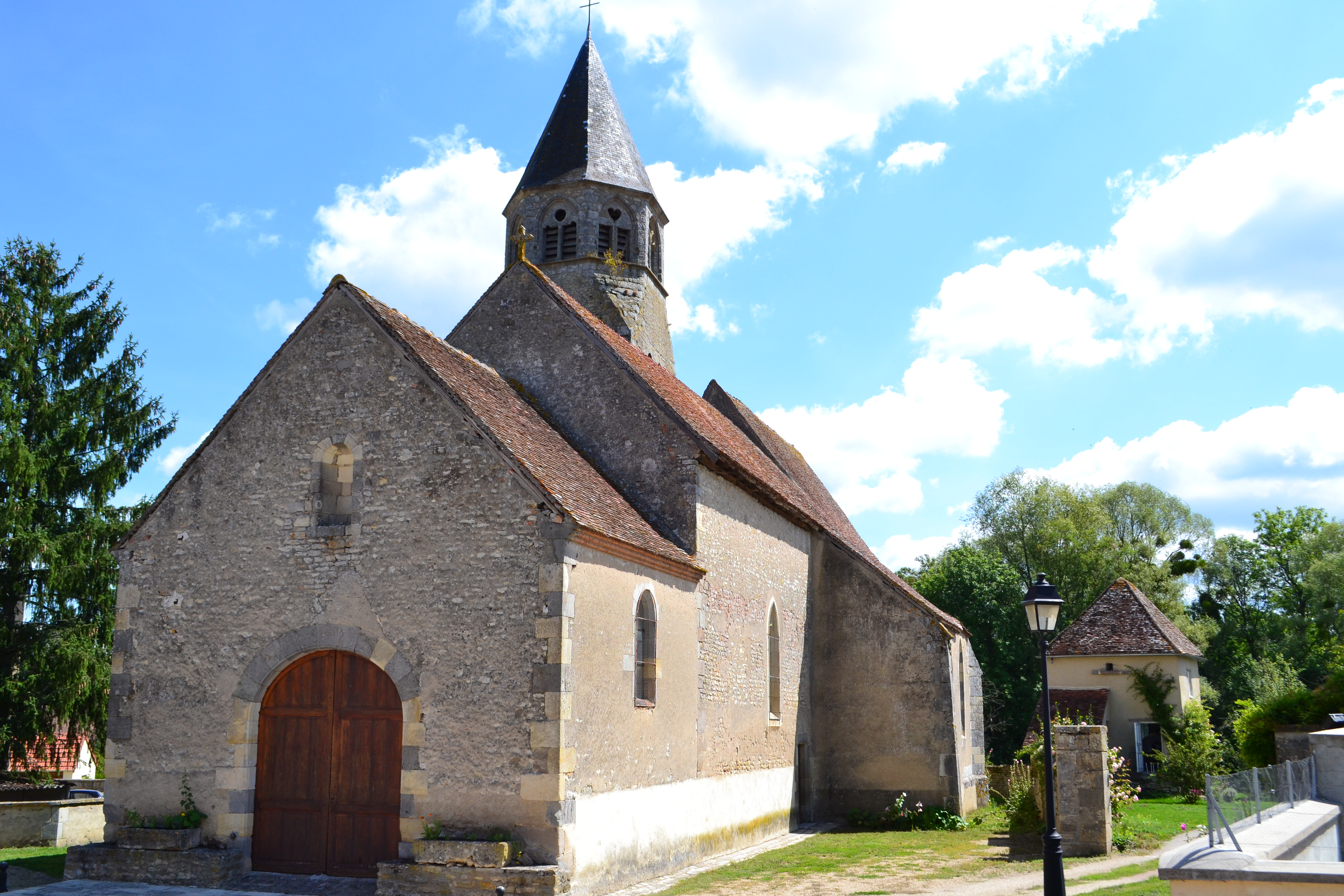
Kirche Notre-Dame-de-la-Nativité